# Zvitorepec
Zvitorepec je eden od treh glavnih junakov serije stripov "Dogodivščine Zvitorepca, Trdonje in Lakotnika", ki jih je v letih 1952-1973 risal Miki Muster. Stripi so prvotno izhajali v “tedniku za razvedrilo” PPP (Poletove podobe in povesti) (prva številka je izšla 11.7.1952), v naslednjem obdobju se je tednik preimenoval v PP – Petkova panorama (januar 1953), Petkov poročevalec (avgust 1953), ko je ta prenehal izhajati pa v tedniku Tedenska tribuna (22.10.1953), kasneje pa doživeli več knjižnih in zvezkovnih izdaj. Po Zvitorepcu pa je imenovana tudi prva slovenska stripovska revija. Zvitorepec je izhajal kot tednik v letih 1966-1973.

## Predstavitev literarnega lika
Zvitorepec se je prvič pojavil v stripu "Zvitorepčeve prigode", kasneje pa sta se mu pridružila tudi Trdonja in Lakotnik. Je lisjak, kar povsem ustreza njegovemu značaju, saj je izmed trojice najbolj zvit in prebrisan. Pojavil se je v več kot 40 Mustrovih stripih.

### Stilske podobe Zvitorepca
Zvitorepec ima tri različne stilske podobe. V stripih "Zvitorepčeve prigode 1 & 2" je prikazan kot bolj pritlikav lisjaček, medtem ko se v poznejših epizodah pojavlja kot vitek in visok lisjak.

## Seznam stripov o Zvitorepcu
| Naslov                                    | Datum izida |
| ----------------------------------------- | ----------- |
| Zvitorepčeve prigode 1                    | 11.07.1952  |
| Zvitorepčeve prigode 2                    | 19.07.1953  |
| Grajski duhovi                            | 18.08.1953  |
| V Afriki                                  | 09.01.1954  |
| Pot v vesolje                             | 30.12.1954  |
| Trije hribolazci                          | 01.07.1955  |
| Prerijska Roža                            | 07.12.1955  |
| Črni kavboj                               | 19.04.1956  |
| Čudežni otok                              | 13.09.1956  |
| Zimsko veselje                            | 07.02.1957  |
| Trubadurji                                | 09.05.1957  |
| V srcu Afrike                             | 14.11.1957  |
| Detektiv                                  | 03.04.1958  |
| Gusarji                                   | 25.06.1958  |
| Na Luno                                   | 29.04.1959  |
| Na olimpiado                              | 03.02.1960  |
| Šerif                                     | 19.05.1960  |
| V svet tišine                             | 23.11.1960  |
| Šampion                                   | 12.04.1961  |
| Vrtnar                                    | 11.07.1961  |
| Krvavi kapitan                            | 10.10.1961  |
| Kamena doba                               | 01.05.1962  |
| Razbojnik                                 | 15.01.1963  |
| Bosa Noga                                 | 09.07.1963  |
| Težave z gradnjo                          | 03.12.1963  |
| Chicago                                   | 10.03.1964  |
| Vitez ropar                               | 03.11.1964  |
| Obračun                                   | 19.10.1965  |
| Gladiator                                 | 04.04.1966  |
| Prazvitorepec                             | 01.03.1967  |
| Trije mušketirji                          | 15.05.1968  |
| Rdeči kanjon                              | 02.04.1969  |
| Na grmado                                 | 28.03.1970  |
| Za volanom                                | 24.12.1970  |
| Obisk iz vesolja                          | 03.03.1971  |
| Skok v prihodnost                         | 20.10.1971  |
| Zmajev otok                               | 16.02.1972  |
| Med Turki                                 | 08.11.1972  |
| Zelena dolina                             | 11.04.1973  |
| Veliki izum                               | 12.09.1973  |
| Lakotnikova električna petletka           | 19.09.1973  |
| Zimsko spanje                             | 26.09.1973  |
| Sneg, sneg                                | 28.11.1973  |
| Med in mleko pa še TOZD (nedokončan)      | 14.02.1982  |
| Geschichten aus unserem Wald (nedokončan) | 01.09.1984  |